# Bedrijfsbeheer (getuigschrift)
Het getuigschrift over de basiskennis van bedrijfsbeheer was tot 1 september 2018 een formele voorwaarde om in Vlaanderen met een eigen zaak te mogen beginnen. Het is een van de bepalingen van de Belgische Vestigingswet. Het leerprogramma werd vastgelegd door de federale overheid in de programmawet van 21 oktober 1998 (gewijzigd door het Koninklijk Besluit van 7 juni 2007); de opleidingen die leiden naar het wettelijk getuigschrift worden georganiseerd door de Vlaamse gemeenschap.

## Leerprogramma's
Men kan het getuigschrift bekomen door:
- Het volgen van een cursus in een regulier Centrum voor volwassenenonderwijs (CVO) of in een syntra-opleidingscentrum.
- Ook in de meeste studierichtingen van het technisch en beroepsonderwijs staat het vak bedrijfsbeheer geprogrammeerd in de derde graad, dit zijn de 5e, 6e en 7e jaren. Bijvoorbeeld in de afdeling garage. Afgestudeerden kunnen dan een eigen garagebedrijf beginnen (voor zover ze ook de beroepsbekwaamheid bewijzen)
- De hogere opleidingen (niveau bachelor, master en hoger beroepsonderwijs) worden verondersteld hun afgestudeerden voldoende vorming mee te geven voor het starten van een eigen zaak.
- Via de centrale examencommissie van de Federale Overheidsdienst (FOD) Economie en Middenstand.

De cursus bedrijfsbeheer moet sinds het Koninklijk Besluit van 7 juni 2007 vanaf 1 september 2008 onder meer de volgende leerstofonderdelen bevatten:
- Ondernemend kunnen denken en ondernemerscompetenties bezitten
- een ondernemingsplan kunnen opstellen en de haalbaarheid bestuderen
- elementaire kennis hebben om een onderneming te kunnen oprichten (rechtsvormen, huwelijksstelsels, handelshuur, verzekeringen enz.)
- het sociaal statuut van de zelfstandige;
- overheidssteun, subsidies en kredieten.
- boekhoudkundige aspecten: wettelijke bepalingen inzake de boekhouding van KMO's , een eenvoudige balans en resultatenrekening kunnen opstellen, de voornaamste handels- en betalingsdocumenten, de omzet, de cashflow, het btw-mechanisme;
- financiële aspecten : kostenbeheer en de rendabiliteit, berekenen van het break-evenpoint, raming van de ontvangsten en de investerings- en financieringsuitgaven, het financiële plan, berekening van de verkoop- en de kostprijs, kostenanalyse
- fiscale aspecten : algemene principes van de personen- en de vennootschapsbelasting.
- het beheer van leveranciers en klanten, commerciële onderhandelingen, de analyse van de concurrentie;
- marketing, publiciteit en verkoopspromotie;
- het beheer van leveringen en voorraden;
- wetgeving: de wet op de handelspraktijken en de bescherming van de consument, milieuwetgeving
- afsluiten van handelsovereenkomsten.